# Governo Janša III
Il Governo Janša III è stato il 14º governo della Slovenia in carica dal 13 marzo 2020 al 1º giugno 2022 (sebbene dimissionario dal 25 maggio).
Esso è entrato in carica in seguito alle dimissioni del Governo Šarec.

## Situazione parlamentare
| Camera              | Collocazione     | Partiti                            |         |
| ------------------- | ---------------- | ---------------------------------- | ------- |
| Assemblea Nazionale | Governo          | SDS (26), K (8), N.Si (8)          | 42 / 90 |
| Assemblea Nazionale | Appoggio esterno | DeSUS (5), SNS (4), MIN. (2)       | 11 / 90 |
| Assemblea Nazionale | Opposizione      | LMŠ (13), SD (10), LS (9), SAB (5) | 37 / 90 |

## Composizione
Partito Democratico Sloveno (SDS)
     Partito del Centro Moderno (SMC), poi Concretamente (K)
     Nuova Slovenia - Partito Popolare Cristiano (N.Si)
     Partito Democratico dei Pensionati della Slovenia (DeSUS)
     Indipendenti
| Carica                                                                                | Titolare | Titolare | Titolare                                            | Partito      |
| ------------------------------------------------------------------------------------- | -------- | -------- | --------------------------------------------------- | ------------ |
| Presidente del Governo                                                                |          |          | Janez Janša                                         | SDS          |
| Primo Vicepresidente del Governo Ministro dello sviluppo economico e della tecnologia |          |          | Zdravko Počivalšek                                  | K            |
| Secondo Vicepresidente del Governo Ministro della difesa                              |          |          | Matej Tonin                                         | N.Si         |
| Ministro degli affari esteri                                                          |          |          | Anže Logar                                          | SDS          |
| Ministro delle finanze                                                                |          |          | Andrej Šircelj                                      | SDS          |
| Ministro dell'interno                                                                 |          |          | Aleš Hojs                                           | SDS          |
| Ministro dell'istruzione, della scienza e dello sport                                 |          |          | Simona Kustec                                       | K            |
| Ministro dell'ambiente e della programmazione territoriale                            |          |          | Andrej Vizjak                                       | SDS          |
| Ministro del lavoro, della famiglia, degli affari sociali e delle pari opportunità    |          |          | Janez Cigler Kralj                                  | N.Si         |
| Ministro delle infrastrutture                                                         |          |          | Jernej Vrtovec                                      | N.Si         |
| Ministro della giustizia                                                              |          |          | Marjan Dikaučič                                     | K            |
| Ministro della cultura                                                                |          |          | Vasko Simoniti                                      | K            |
| Ministro della salute                                                                 |          |          | Janez Poklukar                                      | Indipendente |
| Ministro dell'agricoltura, delle foreste e dell'alimentazione                         |          |          | Aleksandra Pivec (fino al 5 ottobre 2020)           | DeSUS        |
| Ministro dell'agricoltura, delle foreste e dell'alimentazione                         |          |          | Janez Janša (ad interim) (dal 5 al 15 ottobre 2020) | SDS          |
| Ministro dell'agricoltura, delle foreste e dell'alimentazione                         |          |          | Jože Podgoršek (dal 15 ottobre 2020)                | DeSUS        |
| Ministro della pubblica amministrazione                                               |          |          | Boštjan Koritnik                                    | K            |
| Ministro per lo sviluppo e la politica di coesione dell'UE                            |          |          | Zvone Černač                                        | SDS          |
| Ministro della diaspora slovena                                                       |          |          | Helena Jaklitsch                                    | SDS          |
| Ministro dello sviluppo digitale                                                      |          |          | Mark Boris Andrijanič                               | N.Si         |